# Sîcivka, Hrîstînivka
Sîcivka (în ucraineană Сичівка) este o comună în raionul Hrîstînivka, regiunea Cerkasî, Ucraina, formată numai din satul de reședință.

## Demografie
Componența lingvistică a comunei Sîcivka
     Ucraineană (98,15%)
     Rusă (1,66%)
     Alte limbi (0,2%)
Conform recensământului din 2001, majoritatea populației comunei Sîcivka era vorbitoare de ucraineană (98,15%), existând în minoritate și vorbitori de rusă (1,66%).